# Borbolya (település)
Borbolya (németül: Walbersdorf, horvátul: Vujbrštof) Nagymarton városrésze Ausztriában, Burgenland tartományban, a Nagymartoni járásban.

## Fekvése
Nagymarton központjától északkeletre fekszik, a városhoz tartozik.

## Története
A falut 1202-ben „Villa Wolbrun” alakban említik először. 1425-ben „Walbersdorff”, 1478-ban „Wolbran” néven szerepel a korabeli forrásokban.
Temploma 1500 előtt épült, Szent Lénárd tiszteletére volt szentelve. 1529-ben, 1532-ben és 1683-ban elpusztította a török. A falu lakói 1580-ban evangélikusok lettek. Katolikus egyházát 1704-ben alapították újra. 1797-ben új templomot építettek. A 17. századtól az Esterházy család birtoka volt.
„Wittnyédy írja 1663-ban hogy Borbolya kicsiny falu, melyben nincs több 48 kicsiny háznál, s ezért a mustrára nem küldhetnek többet két gyalogosnál. ”Az szegény borbolyaiak az sok földesúr között csak nem úgy vannak, mint az sok bába között az gyermekszülő asszony„. Földesurai nem Sopronmegyében laktak. Későbbi földesurai közül csak a Rottal családot ismerjük, melynek egyik tagja Borbolyán Klesch Dániel szerint még 1670. is evang. volt. Rottal Lajosnak, Styria kincstárnokának feleségét, Galler Eszter Apollóniát 1676. szept. 22. a soproni evang. temetőbe temették.”
Vályi András szerint „BORBOLA. Valpersdorf. Elegyes falu Sopron Vármegyében, földes Ura Hertzeg Eszterházy Uraság, lakosai katolikusok, fekszik Soprontól két mértföldnyire, bora, búzája, ’s más javai is szükségekhez képest elegendő lévén, első Osztálybéli.”
Fényes Elek szerint „Borbolya, németül Walhersdorf, német falu, Sopron vármegyében, a Vulka mellett, Sopronhoz nyugot-északra 2 mfd., 260 kath., 190 evang. lak., kath. paroch. templommal. Van 245 1/8 hold szántóföldje, 61 hold rétje, 12 h. kertje, 855 kapa szőleje, és 80 hold tölgy- s cser erdeje. Földe részint jó, részint kövecses. Alma, körte, cseresznye sok. Birja 4/5 hg. Eszterházy, 1/5 Jezerniczky Lajos örökösei.”
1910-ben 820, többségben német lakosa volt, jelentős magyar kisebbséggel. 1921-ig Sopron vármegye Nagymartoni járásához tartozott.

## Nevezetességei
- Szent Lénárd tiszteletére szentelt római katolikus temploma 1794 és 1799 között épült klasszicista stílusban. (Régi temploma a temető területén állt és 1663-ban Márcfalva filiája volt.)
- Evangélikus imaháza 1901-ben épült evangélikus iskolaként.
- Evangélikus haranglába 1800-ban épült a katolikus templommal átellenben, 1972-ben restaurálták.
- A toszkán stílusú Szentháromság-oszlop 1784-ben készült.
- A Mária-oszlop a Madonnával és a kis Jézussal a főutcán áll.